# Six Feet Under (musikgrupp)
Six Feet Under är ett amerikanskt death metal-band, bildat 1993 av Cannibal Corpse-sångaren Chris Barnes och Obituary-gitarristen Allen West. Senare anslöt sig basisten Terry Butler (tidigare Massacre och Death) och trummisen Greg Gall. West lämnade bandet 1998 och ersattes av Steve Swanson.
Bandet har ofta gjort covers på klassiska heavy metal-låtar, och deras fjärde album, Graveyard Classics från 2000, bestod helt av covers. Uppföljaren Graveyard Classics 2 var en coverversion av AC/DC-albumet Back in Black.

## Medlemmar
Nuvarande medlemmar
- Chris Barnes – sång (1993– )
- Jeff Hughell – basgitarr  (2012– )
- Marco Pitruzzella – trummor (2013– )
- Ray Suhy – gitarr (2016– )
- Jack Owen – gitarr (2017– )

Tidigare medlemmar
- Terry Butler – basgitarr (1993–2011)
- Greg Gall – trummor (1993–2011)
- Allen West – gitarr (1993–1998)
- Steve Swanson – gitarr (1998–2016)
- Matt DeVries – basgitarr  (2011–2012)
- Kevin Talley – trummor (2011–2013)
- Rob Arnold – gitarr (2011–2012)
- Ola Englund – gitarr (2012–2013)

Turnerande medlemmar
- Victor Brandt – basgitarr (2015)
- Jeff Golden – basgitarr (2016)

## Diskografi

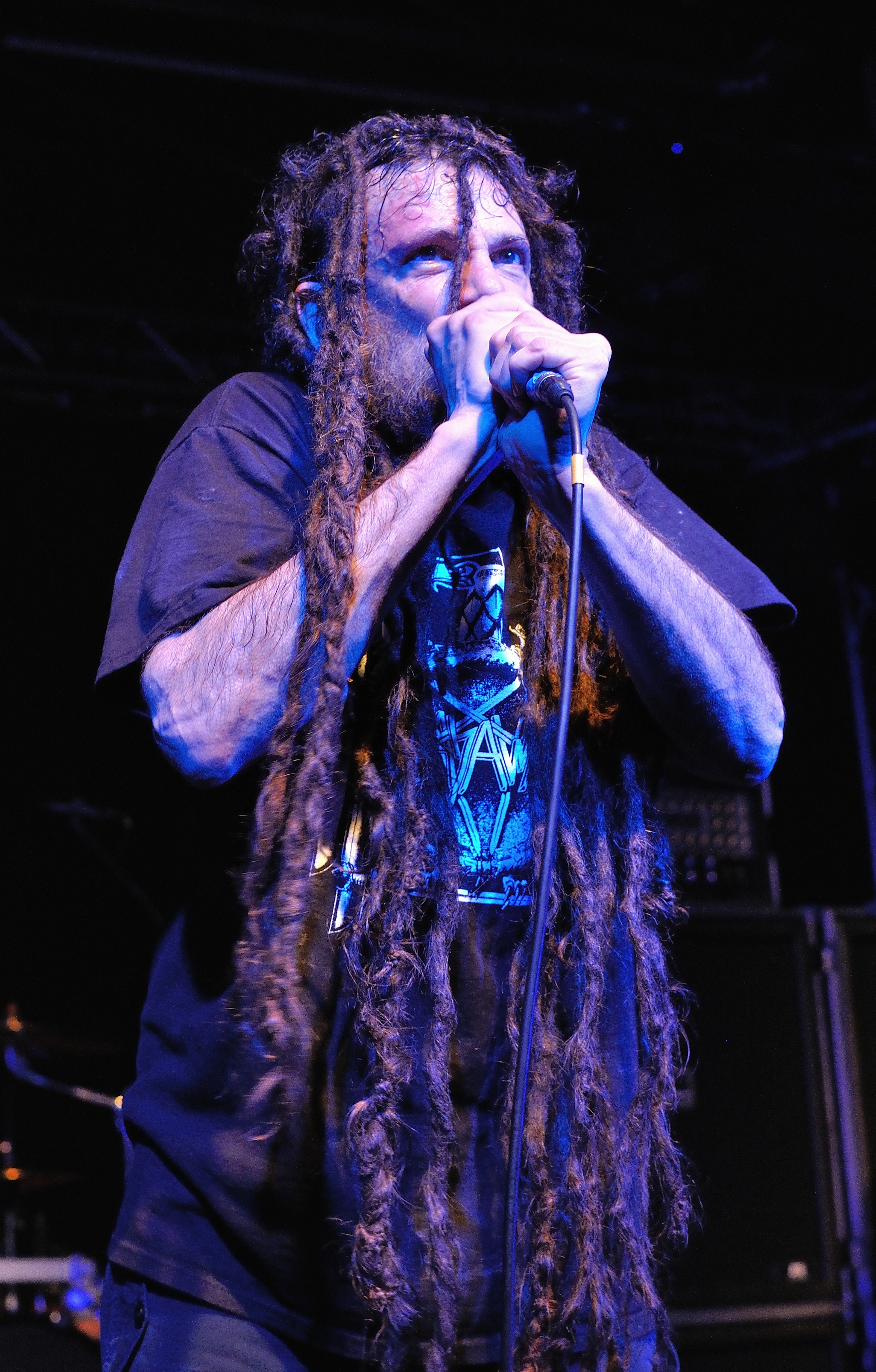
Chris Barnes, 2015

Studioalbum
- 1995 – Haunted
- 1997 – Warpath
- 1999 – Maximum Violence
- 2000 – Graveyard Classics
- 2001 – True Carnage
- 2003 – Bringer of Blood
- 2004 – Graveyard Classics 2
- 2005 – 13
- 2007 – Commandment
- 2008 – Death Rituals
- 2010 – Graveyard Classics III
- 2012 – Undead
- 2013 – Unborn
- 2015 – Crypt of the Devil
- 2016 – Graveyard Classics IV: The Number of the Priest
- 2017 – Torment
- 2020 – Nightmares of the Decomposed
- 2024 – Killing for Revenge

Livealbum
- 2002 – Double Dead Redux

EP
- 1996 – Alive and Dead

Singlar
- 2003 – Bringer of Blood

Samlingsalbum
- 2005 – A Decade in the Grave (4CD+DVD box)
- 2018 – Unburied

Video
- 2001 – Maximum Video (VHS)
- 2002 – Double Dead (DVD + CD)
- 2004 – Live with Full Force (2xDVD + CD)
- 2011 – Wake the Night! Live in Germany (DVD)